# Polestar 4
Polestar 4 — электромобиль-кроссовер, выпускаемый компанией Polestar с 2023 года. В иерархии занимает промежуток между Polestar 2 и Polestar 3. Дебютировал 18 апреля 2023 года на автосалоне в Шанхае.

## Описание
Автомобиль Polestar 4 был анонсирован в 2021 году. По словам Томаса Ингенлата, автомобиль был создан «с нуля» и не является модернизацией Polestar 3.
Также Polestar 4 не имеет заднего стекла, вместо него установлена обзорная камера. Конкурентом является BMW Gran Tourismo.
Для лучшей видимости салона используется система SunLike, которая также устанавливается на Volvo EX90. Запас хода составляет 480 км.

## Галерея
| - Вид сзади - Торпедо |